# Марія (Скобцова)
Монахиня Марія (відома як мати Марія (фр. Mère Marie), в миру Єлизавета Юріївна Скобцова, до шлюбу Пиленко, за першим шлюбом Кузьміна-Караваєва; 8 (20) грудня 1891, Рига — 31 березня 1945, Равенсбрюк, Німеччина) — черниця Західноєвропейського екзархату руської традиції Константинопольського патріархату. Російська поетеса, мемуаристка, публіцистка, громадська діячка, учасниця французького Опору. Праведниця народів світу.
Канонізована Константинопольським патріархатом як преподобномучениця в січні 2004 року.

## Біографія
Марія Пиленко належала до відомого українського козацько-старшинського роду Пиленків, представники якого були нащадками запорозьких козаків. Її дід Дмитро Васильович Пиленко (1830—1895) народився на півдні України і був начальником штабу Кубанського козацького війська та начальником Чорноморського округу. Прадід Василь Васильович Пиленко народився на Полтавщині, був інженером Луганського ливарного заводу та наглядачем Лисичанських вугільних розробок, вперше відкрив родовища залізної руди в Кривому Розі, згодом був наглядачем Соляних розробок в Криму. Прапрадід Василь Пиленко – був возним та полковим хорунжим Першозіньківської сотні Гадяцького козацького полку, згодом отримав звання секунд-майора і в 1788 призначений на посаду скарбника Зіньківського повіту на Полтавщині, помер в 1794. Батько Василя Пиленка теж служив у Першозіньківській сотні Гадяцького полку, а дід – Михайло Пилипович Пиленко мав звання військового товариша Гадяцького полку.
Єлизавета Юріївна Пиленко народилася 8 грудня 1891 року (20 грудня за новим стилем) в Ризі в родині юриста Юрія Дмитровича Пиленка і Софії Борисівни (до шлюбу Делоне). Будинок № 21 по вулиці Елізабетес (арх. Е. Тромповський) зберігся, в 2011 році на ньому встановлена меморіальна дошка.
Навесні 1906 року її батько був переведений на службу в Петербург, але виїхати до місця призначення не встиг — 17 липня він раптово помер в Анапі. Ліза була вражена цією трагедією і, за її власними словами, втратила віру в Бога.
У серпні 1906 року овдовіла мати з двома дітьми (у Лізи був молодший брат Дмитро) переїхала в Петербург. Ліза навчалася два роки у приватній гімназії Л. С. Таганцевої, потім перейшла в гімназію М. Н. Стоюниної, яку закінчила навесні 1909 року зі срібною медаллю і вступила на вищі Бестужевські курси (філософське відділення історико-філологічного факультету). В лютому 1908 року познайомилася з А. Блоком, з яким у неї згодом виникли складні відносини і тривала переписка.
19 лютого 1910 року Єлизавета Пиленко одружилася з помічником присяжного повіреного Дмитром Кузьміним-Караваєвим, колишнім більшовиком і близьким знайомим багатьох столичних літераторів, разом з ним відвідувала зібрання «на вежі» Вячеслава Іванова, засідання «Цеху поетів», релігійно-філософські збори, спілкувалася з Миколою Гумільовим, Анною Ахматовою, Осипом Мандельштамом, Михайлом Лозінським.
Залишила Бестужевські курси, не отримавши диплома, навесні 1912 року видала перший збірник віршів «Скіфські черепки», який позитивно зустріла критики. Скоро Кузьміна-Караваєва почала перейматися атмосферою столичної еліти і поїхала спочатку на німецький курорт Бад-Наугайм, а потім у Крим, де спілкувалася з Олексієм Толстим, Максиміліаном Волошиним, Аристархом Лентуловим.

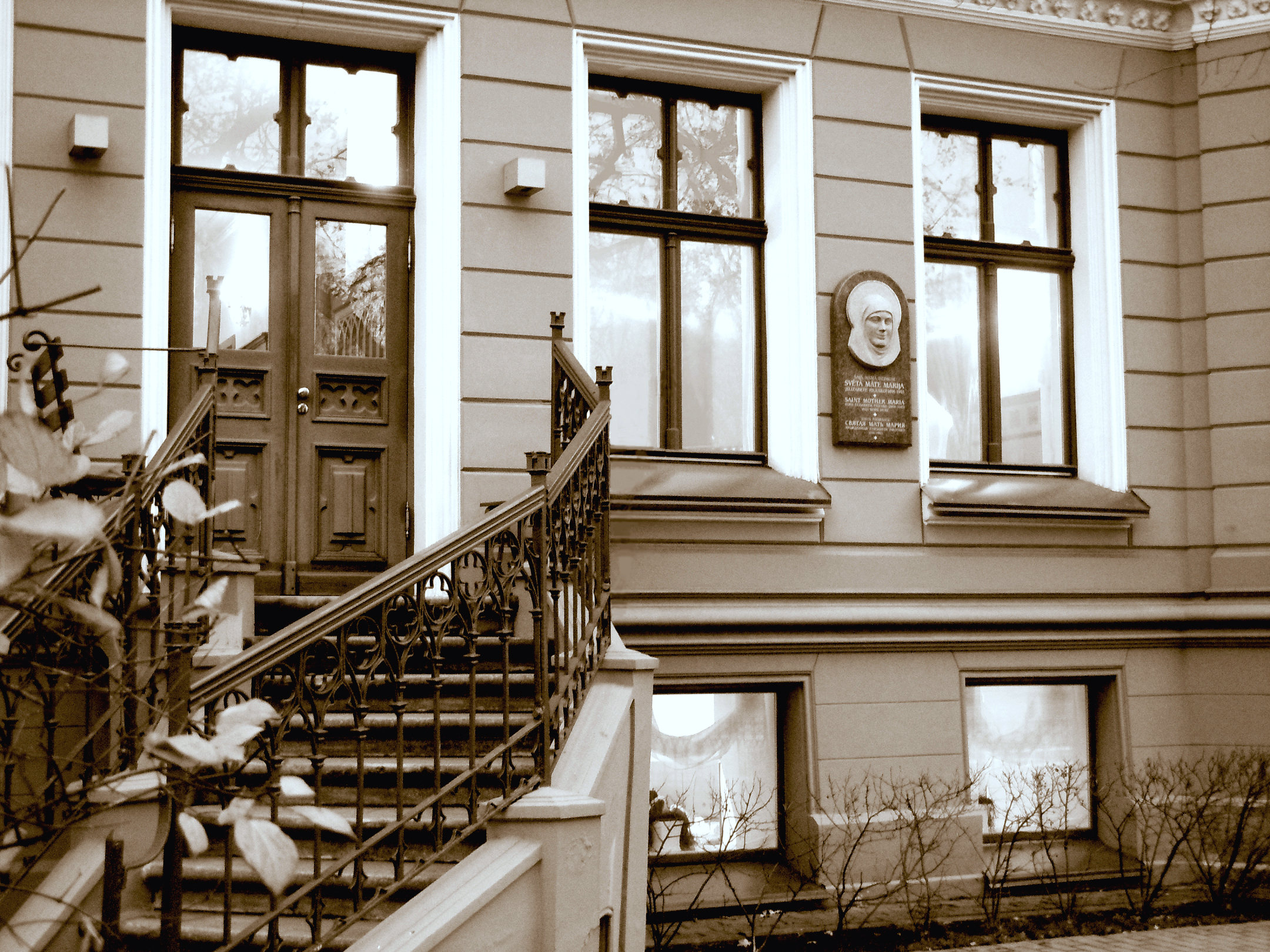
Меморіальна дошка
Матері Марії.
Рига, будинок Тизенгаузенів

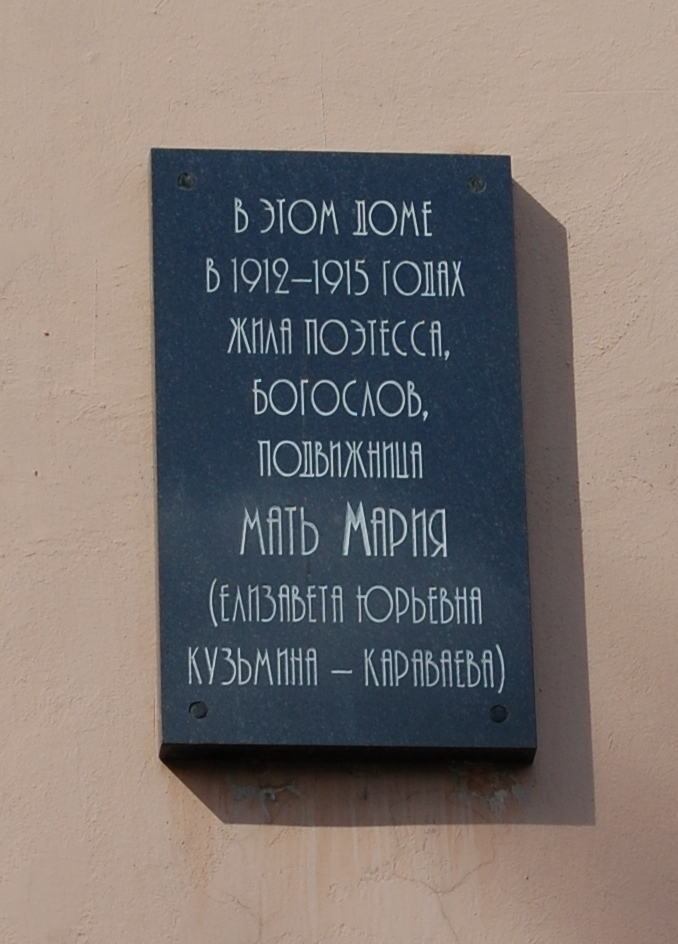
Пам'ятна дошка в Петербурзі (Манежний провулок, д. 2)

У 1924—1925 роках Єлизавета Скобцова опублікувала в емігрантських журналах повісті «російська Рівнина» і «Клим Семенович Баринькин», описували трагедію Громадянської війни, автобіографічні нариси «Як я була міським головою» і «Друг мого дитинства», а також мемуарно-філософське есе «Останні римляни».
16 березня 1932 року в церкві Свято-Сергієвського православного богословського інституту прийняла від митрополита Євлогія (Георгієвського) чернечий постриг, отримавши ім'я Марія в честь святої Марії Єгипетської, і з благословення духовного отця протоієрея Сергія Булгакова почала своє нетрадиційне чернече служіння в миру, присвятивши себе благодійній та проповідницькій діяльності. Організувала в Парижі гуртожиток для самотніх жінок, будинок відпочинку для видужуючих туберкульозних хворих в Наузі-ле-Гран під Парижем, причому більшу частину роботи там робила сама: ходила на ринок, прибирала, готувала їжу, розписувала будинкові церкви, вишивала для них ікони та плащаниці. При гуртожитку була влаштована церква Покрови Пресвятої Богородиці та курси псаломщиків, а з зими 1936—1937 — місіонерські курси. 27 вересня 1935 року за ініціативою черниці Марії було створено благодійне та культурно-просвітницьке товариство «Православне діло», куди увійшли Микола Бердяєв, Сергій Булгаков, Георгій Федотов, Костянтин Мочульський.
У липні 1935 року старша дочка Марії (Скобцовой) Гаяна поїхала в СРСР і 30 липня 1936 року раптово померла в Москві.
Черниця Марія постійно виступала з доповідями, публікувала богословські й гостро-соціальні статті, у п'ятнадцяту річницю смерті Олександра Блока надрукувала в журналі «Сучасні записки» мемуарный нарис «Зустрічі з Блоком». Незважаючи на неймовірну зайнятість, багато часу приділяла поезії — у 1937 році в Берліні вийшла її збірка «Вірші», наприкінці 1930-х — початку 1940-х років вона написала віршовані п'єси-містерії «Анна», «Сім чаш» і «Солдати».
Під час нацистської окупації Парижа гуртожиток черниці Марії на вулиці Лурмель став одним зі штабів Опору. В червні 1942 року, коли німці проводили масові арешти євреїв в Парижі і зганяли їх на зимовий велодром для подальшої відправки в Освенцім, черниці Марії вдалося таємно вивезти звідти чотирьох єврейських дітей в сміттєвих контейнерах. Будинки на Лурмель і в Нуазі-ле-Гран стали притулками для євреїв і військовополонених, м. Марія і о. Димитрій Клепінін також видавали євреїв фіктивні свідоцтва про хрещення, які іноді допомагали.
8 лютого 1943 року гестапівці заарештували її сина Юрія, а на наступний день і саму Марію, яку спочатку тримали у в'язниці форту Роменвіль, а потім відправили в концтабір Равенсбрюк. 6 лютого 1944 року Скобцов Юрій загинув у концтаборі Дора («філія» Бухенвальда). 
Черниця Марія була страчена в газовій камері Равенсбрюка 31 березня 1945 року, за тиждень до звільнення табору Червоною армією.

## Оцінки і канонізація
У 1985 році меморіальним центром Яд Вашем матері Марії посмертно було присвоєно звання «праведниці світу».
7 травня 1985 року указом Президії Верховної Ради СРСР нагороджена Орденом Вітчизняної війни II ступеня (посмертно).
У 1992 році на екуменічному з'їзді у Франції, організованому громадою протестантських сестер, було складено і надіслано Патріарху Московському Алексію II прохання про прославлення Марії (Скобцовой) та її сподвижників, підписане православними, протестантськими та католицькими богословами.
16 січня 2004 року канонізована Константинопольським патріархатом як преподобномучениця. Разом з нею були канонізовані її син Юрій Скобцов, священик Димитрій Клепінін і Ілля Фондамінський. У консервативних колах Російської православної церкви канонізація викликала несхвальні відгуки.
Під час урочистого чину прославлення новоканонізованих святих 1—2 травня 2004 року в Олександро-Невському соборі в Парижі в богослужіннях брали участь християни різних конфесій. Архієпископ Парижа кардинал Жан-Марі Люстиже сказав, що Католицька Церква теж буде почитати цих мучеників як святих покровителів Франції.
31 березня 2016 року в Парижі відбулася церемонія відкриття вулиці Марії (Скобцової). Нова вулиця примикає до вулиці Лурмель в XV окрузі, де розміщувалося об'єднання «Православне діло».
Популяризацією праць і спадщини Марії (Скобцової) займається Ксенія Кривошеїна, яка написала про неї кілька книг і безліч статей. Також вона створила сайт www.mere-marie.com.

## У мистецтві
- У романі Олексія Толстого «Ходіння по муках» петербурзький період її життя послужив прообразом персонажки «Єлизавета Києвна».
- Її долі присвячений фільм 1982 року «Мати Марія» з Людмилою Касаткіною у головній ролі.
- Кривошеина Н. А. Четыре трети нашей жизни / послесл. И. А. Кривошеина. — Paris: YMCA-Press, 1984. — 282 c. : ил. — (Всероссийская мемуарная библиотека. Наше недавнее; вып. 2)
- Кривошеина К. И. «…И вот я умерла»: Жизнь и судьба матери Марии (Скобцовой) // Новый журнал. — 2008. — № 253

## Твори
- Кузьмина-Караваева. Е. «Скифские черепки». СПБ, «Цех поэтов», 1912
- Кузьмина-Караваева Е. (Мать Мария) Жатва духа. — СПб.: Искусство-СПБ, 2004. ISBN 5-210-01543-2 Составление, подготовка текстов, примечания — А. Н. Шустов
- Кузьмина-Караваева Е. Ю. Как я была городским головой // Воля России. — 1925. — № 4. — С.63 — 80; № 5. — С.68 — 88.
- Кузьмина-Караваева Е. Ю. Равнина русская — СПб.: Искусство—СПб, 2001 — ISBN 5-210-01541-6; Составление, вступительная статья, примечания — Шустов А. Н.
- Мария (Скобцова) Настоящее и будущее церкви. Что такое церковность. К.: Quo vadis, — 2010. — 252 с.
- Мать Мария (Скобцова; Кузьминина-Караваева Е. Ю.) Красота спасающая: живопись, графика, вышивка — СПб.: Искусство-СПБ, 2004. ISBN 5-210-01573-4 Составитель и автор Ксения Кривошеина, предисловие митрополита Смоленского Кирилла (ныне Патриарх Московский и всея Руси)послесловие проф. Жоржа Нива (Франция); примечания, летопись жизни матери Марии — Шустов А. Н.
- См. также библиографию до 2000 г. [Архівовано 24 вересня 2018 у Wayback Machine.]